# Король танцует
«Король танцует» (фр. Le Roi danse) — кинофильм Жерара Корбьо по мотивам биографии музыканта и танцора Жана Батиста Люлли в изложении французского музыковеда и историка Филиппа Боссана.

## Сюжет
Юный Людовик XIV начинает брать уроки танцев. Его увлечению балетом способствует молодой итальянец, начинающий музыкант Люлли, написавший музыку к «Балету ночи» (1653), в котором Людовик исполняет роль Восходящего солнца, являя тем самым своим подданным образ сильного и всемогущего монарха, подчинившего себе вчерашних бунтовщиков-фрондёров. Музыка Люлли становится манифестом молодого короля в стремлении к искусству и бунте против святош Общества святых даров и благочестивой матери — сильной женщины, стремящейся уберечь венценосного сына, который, по ее мнению, стоит на грани добродетели и порока.
После смерти кардинала Мазарини в 1661 году 22-летний король Людовик XIV превращает своё увлечение танцами, музыкой и искусством практически в государственную политику, желая сделать из своего королевства блестящую монархию, сверкающую театром, оперой и музыкой. После десятилетий беспорядков, вызванных религиозными и гражданскими войнами, король стремится к абсолютной власти, желая установить гегемонию Франции в Европе, рука об руку с ними идут его сподвижники — драматург Мольер и музыкант Люлли. Этот необычный альянс бросает вызов косности и мракобесию католической церкви и старому мировоззрению.
После смерти королевы-матери в 1666 году Людовику XIV больше нечего опасаться упреков и суровой критики. Для своих подданных он становится идолом, воплощением бога на Земле. В 1670 году Люлли и Мольер занимаются постановкой прекрасного балета, который бы смог превзойти все виданное ранее. Флорентиец вкладывает в это творение свою душу, написав музыку, а Мольер — свой талант драматурга. Но их совместный замысел практически не осуществился: король выходит на сцену в последний раз, после чего он больше не танцует в балете, предпочтя ему оперу. После смерти Мольера, впавшего в полуопалу (чему немало способствовал сам Люлли), композитор, несмотря ни на что, остался верен своему королю вплоть до своей трагической гибели…

## Награды и номинации
2001 год — три номинации на премию «Сезар»:
- Оливер Берио — Лучший художник-постановщик;
- Борис Терраль — Лучший начинающий актёр;
- Анри Морель и Доминик Далмассо — лучшая работа звукооператоров.

## В ролях
| Актёр            | Роль               |
| ---------------- | ------------------ |
| Бенуа Мажимель   | Король Людовик XIV |
| Борис Терраль    | Жан-Батист Люлли   |
| Чеки Карио       | Мольер             |
| Колетт Эмманюэль | Анна Австрийская   |
| Идвиг Стефан     | Принц Конти        |
| Сесиль Буа       | Мадлен             |
| Клер Кем         | Жюли               |
| Жак Франсуа      | Жан де Камбефор    |